# 山梨県立愛宕山こどもの国
山梨県立愛宕山こどもの国（やまなしけんりつあたごやまこどものくに）は、山梨県甲府市愛宕山にある公園施設。山梨県が管理・運営する幼児・児童用施設。

## 概要

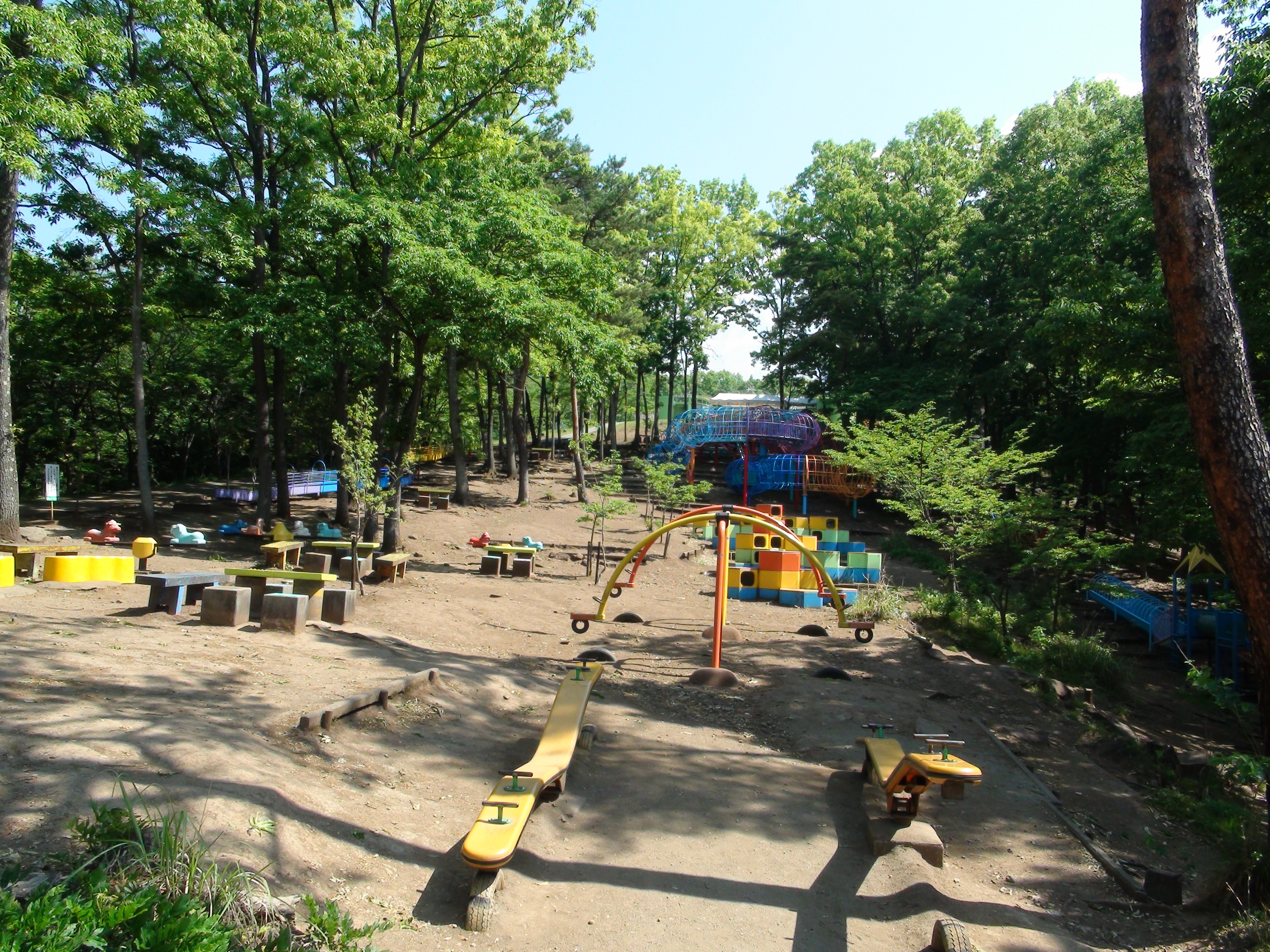
園内遊具（2011年5月撮影）

山梨県営施設として甲府市内の愛宕山に1971年（昭和46年）5月5日開園。敷地面積は454,000平方メートル（45.4ha）。山の尾根から中腹にかけ、自然の地形を活かした構造になっている。様々なアスレチック遊具など児童向けの設備が設けられている。なお、園内には同じく県営の宿泊施設山梨県立愛宕山少年自然の家がある。
基本的には、山梨県内の保育園、幼稚園、小学校の学校外教育施設に位置づけられているが、一般にも開放されており、週末などを中心に親子連れの姿が目立つ。所在する愛宕山は甲府市街地に隣接しており、甲府盆地を一望する園内からは南アルプスや富士山を望むことが出来る。また夜景の名所でもある。

## 主な施設
- 自由広場・芝生広場・キャンプ場・変形自転車広場
- 少年自然の家（大ホール・研修室・食堂・浴室・宿泊室、宿泊定員160名）
- 山梨県立科学館（プラネタリウム併設）

## アクセス
JR中央本線・JR身延線甲府駅北口2番乗り場よりシャトルバスにて「山梨県立科学館」下車。（土日祝日、GW期間中、夏休み期間中のみの運行）
JR甲府駅またはJR身延線金手駅からは徒歩で行くことも可能。所要時間30分。
- 〒400-0023 山梨県甲府市愛宕町358-1

## 開園時間等
- 9:00～17:00（夏休み期間中は18:00まで開園）
- 年中無休・無料（こどもの国）

以上は子どもの国の開園時間であり、山梨県立科学館に関しては該当項目を参照のこと。